# Список партизанских отрядов Народно-освободительной армии Югославии

Ниже приведён список народно-освободительных партизанских отрядов Югославии, неформальных подразделений Народно-освободительной армии Югославии, действовавших на территории Югославии в годы Второй мировой войны против стран блока Оси. Список разделён на блоки по югославским странам: Босния и Герцеговина, Республика Македония, Словения, Сербия, Хорватия, Черногория.
Не во всех блоках приводится полный список всех отрядов: полные списки для каждой югославской страны с датами образования отрядов и их командным составом рекомендуется просматривать в соответствующих статьях.

## Партизанские отряды в Боснии и Герцеговине
- 1-й Краинский партизанский отряд
- 2-й Краинский партизанский отряд
- 3-й Краинский партизанский отряд
- Бирчанский партизанский отряд
- Зеницкий партизанский отряд
- Калиновикский партизанский отряд
- Маевицкий партизанский отряд
- Партизанский отряд «Звезда»
- Озренский партизанский отряд (Босния и Герцеговина)
- Романийский партизанский отряд
- Северо-Герцеговинский партизанский отряд
- Южно-Герцеговинский партизанский отряд

## Партизанские отряды в Македонии
- Битолско-Преспанский партизанский отряд имени Даме Груева
- Брегалницкий партизанский отряд имени Гоце Делчева
- Велесский партизанский отряд имени Пере Тошева
- Велесский партизанский отряд имени Трайче Петкановского
- Джевджелийский партизанский отряд имени Савы Михайлова
- Кичевский партизанский отряд «Козяк»
- Кичевско-Мавровский партизанский отряд
- Козякский партизанский отряд
- Копачевский партизанский отряд
- Крушевский партизанский отряд имени Питу Гули
- Кумановский партизанский отряд
- Малешевский партизанский отряд
- Мавровский партизанский отряд
- Партизанский отряд «Дримкол»
- Партизанский отряд «Малесия»
- Партизанский отряд «Славей»
- Поречский партизанский отряд
- Прилепский партизанский отряд имени Гоце Делчева
- 1-й Скопьевский партизанский отряд
- Струмицкий партизанский отряд
- Струмицко-Джевджелийский партизанский отряд
- Тиквешский партизанский отряд имени Добри Даскалова
- Шиптарский партизанский отряд

## Партизанские отряды в Словении
- Бело-Краинский партизанский отряд
- Бришско-Бенечский партизанский отряд
- Восточно-Каринтийский партизанский отряд
- Гореньский партизанский отряд
- Доленьский партизанский отряд
- Западно-Доленьский партизанский отряд
- Западно-Каринтийский партизанский отряд
- Есеницко-Бохиньский партизанский отряд
- Идрийский партизанский отряд
- Истрийский партизанский отряд
- Южно-Приморский партизанский отряд
- Камникско-Засавский партизанский отряд
- Козянский партизанский отряд
- Кокрский партизанский отряд
- Каринтийский партизанский отряд
- Кочевский партизанский отряд
- Кримский партизанский отряд
- Крканский партизанский отряд
- Нотраньский партизанский отряд
- Погорский партизанский отряд
- Приморский партизанский отряд
- Савиньский партизанский отряд
- Северноприморский партизанский отряд
- Сочский партизанский отряд
- Шкофья-Локский партизанский отряд
- Штирийский партизанский отряд

## Партизанские отряды в Сербии
- 1-й Шумадийский партизанский отряд
- 2-й Шумадийский партизанский отряд
- Бабицкий партизанский отряд
- Болевацкий партизанский отряд
- Валевский партизанский отряд
- Враньский партизанский отряд
- Вршацкий партизанский отряд
- Жабальский партизанский отряд
- Заглавский партизанский отряд
- Заглавский партизанский отряд
- Космайский партизанский отряд
- Крагуевацкий партизанский отряд
- Краинский партизанский отряд (Сербия)
- Кралевацкий партизанский отряд
- Кукавицкий партизанский отряд
- Кумановско-Меленцевский партизанский отряд
- Мачванский партизанский отряд
- Нишский партизанский отряд
- Озренский партизанский отряд (Сербия)
- Подунайский партизанский отряд
- Пожаревацкий партизанский отряд
- Поморавский партизанский отряд
- Посавский партизанский отряд (Сербия)
- Расинский партизанский отряд
- Топлицкий партизанский отряд
- Ужицкий партизанский отряд
- Фрушко-Горский партизанский отряд
- Чачакский партизанский отряд
- Ябланицкий партизанский отряд

## Партизанские отряды в Хорватии
- Банийский партизанский отряд
- Биоковский партизанский отряд
- Книнский партизанский отряд
- Кордунский партизанский отряд
- Ливаньский партизанский отряд
- Ликская группа партизанских отрядов
- Папуцкий партизанский отряд
- Приморско-Горанский партизанский отряд
- Синьский партизанский отряд
- Солунский партизанский отряд
- Шибеникский партизанский отряд

## Партизанские отряды в Черногории
- Дурмиторский партизанский отряд
- Зетский партизанский отряд
- Комский партизанский отряд
- Ловченский партизанский отряд
- Никшичский партизанский отряд
- Партизанский отряд «Биели Павле»
- Черногорско-Санджакский партизанский отряд